# مؤيد (اسم)
مؤيد هو اسم علم مذكر من أصل عربي، ومعناه هو المعان المساعد المقوى المدعم الشديد بغيره، من الأيد وهو القوة.

## شخصيات تحمل الاسم
- مؤيد أبو كشك (لاعب كرة قدم أردني، 27 أبريل 1982[3] – )
- مؤيد أدماوي (لاعب كرة قدم سعودي، 23 أبريل 1992 – )
- مؤيد الحداد (لاعب كرة قدم كويتي، 1960 – )
- مؤيد الدين بن العلقمي (1197 – 6 يونيو 1258)
- مؤيد العجان (لاعب كرة قدم سوري، 16 فبراير 1993 – )
- مؤيد اللافي (لاعب كرة قدم ليبي، 7 مارس 1996[4] – )
- مؤيد حسن (لاعب كرة قدم قطري، 28 يناير 1992 – )
- مؤيد خالد (لاعب كرة قدم عراقي، 1 سبتمبر 1985 – )
- مؤيد سليم (لاعب كرة قدم أردني، 1 أبريل 1976 – )
- مؤيد شتات (28 يوليو 1984 – )

## وصلات خارجية
- موسوعة السلطان قابوس لأسماء العرب نسخة محفوظة 5 أبريل 2019 على موقع واي باك مشين.